# 스크램블 (전투기)

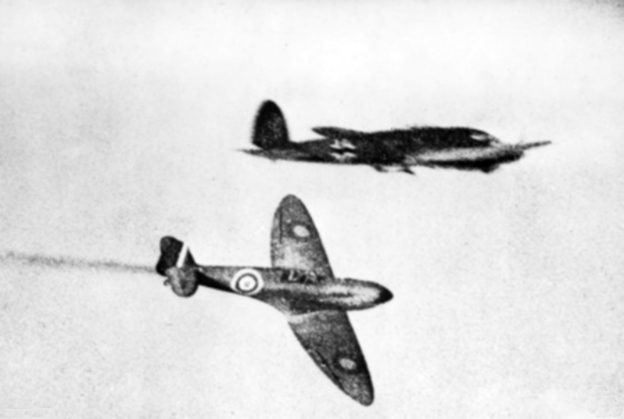
1940년 영국 본토 항공전에서 "영국을 구한 전투기"란 별명의 스핏파이어 전투기가 독일 He 111 폭격기를 요격중이다.

스크램블(Scramble)은 전투기가 비상출격하는 것을 말한다.

## 역사
영국 본토 항공전(Battle of Britain)은 제2차 세계 대전 당시 영국 공군이 독일 공군 루프트바페에 맞서 1940년 6월 말 영국을 지킨 공중전이다. 이 전투는 역사상 모든 병력이 공군만으로 이루어진 첫 주요 전투로 묘사되고 있다. 이 때 쓰인 용어가 스크램블이다.
모든 국가의 전투기와 전략핵폭격기는 비상대기(en:Quick Reaction Alert)를 하고 있다가, 비상사태가 발생하면 스크램블 긴급발진을 한다.
2017년 10월 23일, 도널드 트럼프 대통령은 "여러분이 믿지 못할 정도로 (북핵 문제와 관련해) 정말 잘 준비돼 있다."고 말했다. 그리고 동시에 미국 언론에서는 1991년 소련이 멸망하면서 비상대기가 해제된 B-52 전략핵폭격기가 핵무장을 이미 완료한 채로 루이지애나 박스데일 공군기지 끝에 24시간 비상대기를 시작했다고 보도되었다. 그러나 미국 국방부는 비상대기는 없다고 공식 부인했다.

## 같이 보기
- 위협비행